# Milan Žeželj
Milan Žeželj (Podurljaj, 23. siječnja 1917. – Beograd, 25. srpnja 1995.), general-potpukovnik.
Rođen je 23. siječnja 1917. u selu Podurljaj, kod Srba (općina Donji Lapac) u Lici. Potječe iz siromašne poljoprivredne obitelji. Po završetku osnovne škole počeo je raditi za bogatije seljake, a kao petnaestogodišnjak zaposlio se na kamenom trgu u Kupirovu. Neko je vrijeme prije odlaska u vojsku radio na izgradnji pruge Bihać-Knin.
Za vrijeme služenja vojnog roka u Vojsci Kraljevine Jugoslavije završio je korpusnu dočasničku školu. Nakon odsluženja mandata, vratio se u rodno selo. Zbog nemogućnosti pronalaska posla, stupio je u žandarmerijsku službu kao podnarednik, a prije rata služio je u Svetom Jurju, na hrvatskoj obali.
Nakon okupacije Kraljevine Jugoslavije i proglašenja Ustaške Nezavisne Države Hrvatske, Milan se pod utjecajem masakra i progona srpskog stanovništva pridružio pripremama za oružani ustanak u svojoj domovini. U prvoj pobunjeničkoj akciji u Hrvatskoj, 27. srpnja 1941. na Srbaljskom klancu, Milan je bio u grupi boraca iz Srba i Podurljaja s mitraljezom, čiji je zadatak bio spriječiti dolazak pojačanja iz Otrića napadnutoj posadi u Srbu. U ovoj akciji Milan se istakao kada je mitraljezom sudjelovao u uništavanju kamiona s ustašama.
U četi srpskih boraca, koja se ubrzo nakon prvih pobunjeničkih akcija preselila u Drenovac prema Bihaću, a odatle krenula u akcije u Bosni, on je kao mitraljezac opet uništio kamion s ustašama kod Gorjevca. U partizanskom odredu "Čapajev", formiranom u rujnu 1941. na Drenovači, istakao se u borbama oko Kulen Vakufa i Donjeg Lapca, a posebno na Čovki, 3. listopada 1941. godine, kada je Odred ubio veći broj neprijateljskih vojnika, uključujući četvoricu časnici, a među njima i zapovjednik 11. domobranske pukovnije.
Zbog hrabrosti iskazane u prethodnim bitkama, Milan je imenovan zapovjednikom voda 29. studenoga 1941., tijekom formiranja bojne "Marko Orešković". Kao zapovjednik voda, Milan se još više isticao u borbenim djelovanjima, posebno tijekom borbi s talijanskim snagama oko Korenice, krajem 1941. i početkom 1942. godine. U napadu na Donji Lapac, 27. veljače 1942. godine, Milan je upao na streljački vod i svladao talijanski mitraljez bez oružja. Neposredno nakon oslobađanja Donjeg Lapca, primljen je u članstvo Komunističke partije Jugoslavije (KPJ).
Sredinom travnja 1942. godine Milan je kao zapovjednik čете s 32 borca noću otišao u Jezerane, gdje se nalazio snažni ustaški domobranski garnizon, i zauzeo crkvu, koju su ustaše pretvorile u tvrđavu. Kako napad jedinica izvana nije uspio, cijeli je dan ostao okružen u crkvi s borcima, odbijajući napade ustaša i napadajući okolne utvrđene zgrade. Tijekom ovog napada, njegova je skupina uspjela zarobiti zapovjednika garnizona, a sljedeće je noći Milan probio okruženje s borcima, izgubivši dva mrtvaca i jednog ranjenog.
Kada je 7. svibnja 1942. u oslobođenoj Korenici formirana Prva proleterska bojna Hrvatske, Milan je imenovan njezinim operativnim časnikom. Ubrzo je postao zamjenik zapovjednika, a zatim zapovjednik ove bojne. Vještim zapovjedništvom i hrabrošću istaknuo se u mnogim bojnim bitkama u Lici, Dalmaciji, Gorskom kotaru, Hrvatskom primorju, Žumberku, Sloveniji i Kordunu. Posebno se istakao kada je 18. srpnja 1942. njegov bataljun, zajedno s Trećim bataljunom Prvog primorsko-goranskog partizanskog odreda, na cesti između Senja i Novog uništio bateriju 57. topničke pukovnije talijanske divizije "Lombardija". godine, kada su Prva proleterska bojna i Udarna bojna Drugog primorsko-goranskog partizanskog odreda, na cesti između Gerova i Crnog Luga, pustile 400 muškaraca, žena i djece koje su talijanski fašisti ispratili u logor.
Tijekom formiranja Trinaeste hrvatske brigade "Josip Kraš" (kasnije Trinaeste proleterske udarne brigade "Rade Končar"), 10. studenog 1942. godine, Milan je postao zapovjednik Prve bojne i zamjenik zapovjednika brigade. Brigada je zajedno s Četvrtom kordunaškom brigadom postigla značajan uspjeh početkom siječnja 1943. godine, zauzevši Krašić, kada je ubijeno oko 200 ustaša i domobrana, a 314 zarobljeno. Tijekom ove borbe Milan je ranjen.
U travnju 1943. imenovan je zapovjednikom Trinaeste proleterske udarne brigade. Ubrzo nakon toga, nastupio je, u noći 28./29. Svibnja, jedna od najuspješnijih akcija u Školi jedrenja u Svetoj Jani, nedaleko Zagreba. Milan je, prerušen u domobransku zračnu uniformu, upao u zračnu luku sa skupinom boraca, razoružao stražu i vrlo brzo slomio otpor iznenađenog neprijatelja napadom na bojnu izvana. Tada je zarobljeno 70 domobrana, 56 kadeta, 4 časnika i 4 učitelja, a uništena su i dva zrakoplova, kao i nekoliko jedrilica, sve stambene zgrade i radionice u zračnoj luci. Pod Milanovim zapovjedništvom brigada je postigla značajan uspjeh u bitkama na Žumberku i u Sloveniji, a zatim u sastavu Prve proleterske divizije u Bosni i Srbiji i tijekom oslobađanja Beograda i Zemuna. Nakon oslobođenja Zemuna, 22. listopada, imenovan je zapovjednikom grada, dok je Branko Pešić imenovan političkim komesarom. 
Kao iskusnog i sposobnog vođu, Vrhovni stožer NOV i POJ imenovao ga je zapovjednikom tada formirane gardijske brigade 1. listopada 1944. godine. U tom svojstvu dočekao je kraj rata u kojem je nekoliko puta ranjavan.
Nakon oslobađanja Jugoslavije, Milan je bio na različitim položajima u Jugoslavenskoj narodnoj armiji (JNA) - bio je zapovjednik Gardijskog odjela i zapovjednik Garde JNA, osobni pratilac vrhovnog zapovjednika oružanih snaga FNRJ maršala Josipa Broza Tita i načelnika graničnih jedinica. Bio je zapovjednik Garde do 1961. godine, a u tom je razdoblju bio jedan od najodgovornijih za Titovu sigurnost. Umirovljen je kao general-pukovnik JNA 1975. godine.
Bio je član Vijeća Socijalističke Republike Hrvatske. Preminuo je 28. srpnja 1995. u Beogradu i pokopan u Aleji narodnih heroja na Novom groblju u Beogradu.

Nositelj je Partizanske spomenice iz 1941. godine i drugih jugoslavenskih odlikovanja, uključujući Red ratne zastave, orden partizanske zvijezde sa zlatnim vijencem, orden zasluga za narod sa zlatnom zvijezdom, orden bratstva i jedinstva sa zlatnim vijencem i orden narodne vojske s lovorovim vijencem. za vojnu službu s velikom zvijezdom i ordenom za hrabrost. Odlikovan je ordenom narodnog heroja, među prvim borcima NOV i POJ, 12. siječnja 1945. godine.